# Edward MacCabe
Edward MacCabe (ur. 14 lutego 1816 w Dublinie, zm. 11 lutego 1885 w Kingston) – irlandzki duchowny katolicki, arcybiskup Dublina i kardynał.

## Życiorys
Urodził się w bardzo biednej rodzinie. Ukończył szkołę im. o. Doyle’a, a także seminarium Maynooth. Święcenia kapłańskie otrzymał w 1839. Był wikariuszem w Clontarf i w pro-katedrze Najświętszej Maryi Panny w Dublinie. Wyznaczony na biskupa Grahamstown w Południowej Afryce w 1854, nominacji jednak nie przyjął. Pracował następnie jako proboszcz w kilku parafiach. Został kanonikiem w katedrze dublińskiej, a także wikariuszem generalnym.
26 czerwca 1877 otrzymał nominację na biskupa pomocniczego Dublina ze stolicą tytularną Gadara. Sakry udzielił mu kardynał Paul Cullen, arcybiskup Dublina. Po śmierci kardynała w 1879, został wyznaczony na jego następcę. W 1882 otrzymał kapelusz kardynalski z tytułem prezbitera S. Sabinae. Lata, w których był pasterzem Dublina były bardzo niespokojne ze względu na działalność różnych ruchów ludowych i stowarzyszeń, które dla swych celów dopuszczały się nawet morderstw. MacCabe był im nieufny, tak samo jak jego poprzednik, co doprowadziło do konfliktów. Jego listy pasterskie i kazania były w tonie umiarkowanym, opowiadał się też po stronie władz za co prasa nacjonalistyczna okrzyknęła go wrogiem ludu. Jego życie przez pewien czas było zagrożone, był pod ochroną policji. Pochowany został na cmentarzu Glasnevin w Dublinie.